# Lega Nazionale A 1945-1946 (hockey su ghiaccio)
La stagione 1945-1946 è stata l'ottava del campionato svizzero di hockey su ghiaccio di LNA, e ha visto campione l'HC Davos.

## Classifica finale
| Posizione | Squadra                   | G | V | N | P | GF | GF | DR  | Punti | Osservazioni      |
| --------- | ------------------------- | - | - | - | - | -- | -- | --- | ----- | ----------------- |
| 1         | Davos                     | 6 | 5 | 1 | 0 | 30 | 8  | +22 | 11    | Campione svizzero |
| 2         | Basilea Rotweiss          | 6 | 4 | 1 | 1 | 20 | 10 | +10 | 9     |                   |
| 3         | Arosa                     | 6 | 4 | 1 | 1 | 16 | 13 | +3  | 9     |                   |
| 4         | Zürcher SC                | 6 | 3 | 0 | 3 | 22 | 18 | +4  | 6     |                   |
| 5         | Young Sprinters Neuchâtel | 6 | 2 | 1 | 3 | 26 | 29 | -3  | 5     |                   |
| 6         | Montchoisi Lausanne       | 6 | 1 | 0 | 5 | 14 | 23 | -9  | 2     |                   |
| 7         | Berna                     | 6 | 0 | 0 | 6 | 11 | 34 | -23 | 0     |                   |

## Verdetti
| Lega Nazionale A 1942-1943 | Lega Nazionale A 1942-1943  |
| -------------------------- | --------------------------- |
| Lega Nazionale A           | Davos Nessuna retrocessione |
| Serie A                    | Nessuna promozione          |